# 井上彩子
井上 彩子（いのうえ あやこ、1989年4月6日 - ）

## 担当番組
- JNNニュースバード（現・TBSニュースバード）キャスター（2000年4月 - 2001年10月）
- JNNニュースの森（2001年10月 - 2005年3月）